# Queen Elizabeth II Cup (Japon)
Pour les articles homonymes, voir Queen Elizabeth II Cup.
Groupe I
La Queen Elizabeth II Cup est une course hippique de plat se déroulant au mois de novembre sur l'hippodrome de Kyoto au Japon.

## Historique
Créée en 1976, c'est une course de groupe 1 réservée aux pouliches et juments de 3 ans et plus, sur la distance de 2 200 mètres, pour une allocation s'élevant à 281 800 000 ¥ (environ 1 900 000 €). Elle a pris la suite de la Victoria Cup, à l'occasion de la visite d'Élisabeth II au Japon en 1975. Disputée sous le nom de Queen Elizabeth II Commemorative Cup jusqu'en 2012, elle est d'abord courue sur 2 400 mètres et réservée aux seules 3 ans, faisant office de troisième manche de la Triple Couronne des pouliches. En 1996, la distance passe à 2 200 mètres et la course est ouverte aux juments d'âge, alors que le Shuka Shō la remplace dans la Triple Couronne. 
À partir de 1999, la course obtient le label groupe 1 international, et s'ouvre aux candidatures étrangères. Ce qui permet à la Britannique Snow Fairy de devenir la première non-Japonaise à inscrire son nom au palmarès. Il s'agit de la seule course de groupe 1 pour pouliches et juments d'âge au Japon, l'autre groupe 1 réservé aux femelles, le Victoria Mile, excluant les 3 ans. 

## Palmarès depuis 1995
| Année | Vainqueur        | Âge | Pays        | Père            | Jockey               | Entraîneur         | Propriétaire           | Deuxième          | Troisième        | Temps   |
| ----- | ---------------- | --- | ----------- | --------------- | -------------------- | ------------------ | ---------------------- | ----------------- | ---------------- | ------- |
| 2024  | Stunning Rose    | 6   | Japon       | King Kamehameha | Cristian Demuro      | Takano Tomokazu    | Sunday Racing Co. Ltd  | Ravel             | Wholeness        | 2'11"10 |
| 2023  | Brede Weg        | 3   | Japon       | Lord Kanaloa    | Christophe Lemaire   | Keisuke Miyata     | Sunday Racing          | Rouge Eveil       | Harper           | 2'12"60 |
| 2022  | Geraldina        | 4   | Japon       | Maurice         | Cristian Demuro      | Takashi Saito      | Sunday Racing          | Lilac             | Win Marilyn      | 2'13"00 |
| 2021  | Akai Ito         | 4   | Japon       | Kizuna          | Hideaki Miyuki       | Kazuya Nakatake    | Koji Oka               | Stellaria         | Clavel           | 2'12"10 |
| 2020  | Lucky Lilac      | 5   | Japon       | Orfevre         | Christophe Lemaire   | Mikio Matsunaga    | Sunday Racing          | Salacia           | Loves Only You   | 2'10"30 |
| 2019  | Lucky Lilac      | 4   | Japon       | Orfevre         | Christophe Soumillon | Mikio Matsunaga    | Sunday Racing          | Crocosmia         | Loves Only You   | 2'14"10 |
| 2018  | Lys Gracieux     | 4   | Japon       | Heart's Cry     | João Moreira         | Yoshito Yahagi     | U Carrot Farm          | Crocosmia         | Mozu Katchan     | 2'13"10 |
| 2017  | Mozu Katchan     | 3   | Japon       | Harbinger       | Mirco Demuro         | Ippo Sameshima     | Capital System Co. Ltd | Crocosmia         | Maximum de Paris | 2'14"30 |
| 2016  | Queen's Ring     | 4   | Japon       | Manhattan Cafe  | Mirco Demuro         | Keiji Yoshimura    | Chizu Yoshida          | Sing With You     | Mikki Queen      | 2'12"90 |
| 2015  | Marialite        | 4   | Japon       | Deep Impact     | Masayoshi Ebina      | Takashi Kubota     | U Carrot Farm          | Nuovo record      | Touching Speed   | 2'14"90 |
| 2014  | Lachesis         | 4   | Japon       | Deep Impact     | Yuga Kawada          | Katsuhiko Sumii    | Masaya Oshima          | Nuovo record      | Dia de la Madre  | 2'12"30 |
| 2013  | Meisho Mambo     | 3   | Japon       | Suzuka Mambo    | Koshiro Take         | Akihiro Iida       | Yoshio Matsumoto       | Lachesis          | Aromatico        | 2'16"60 |
| 2012  | Rainbow Dahlia   | 5   | Japon       | Brian's Time    | Yoshitomi Shibata    | Yoshitaka Ninomiya | Yoshiko Tanaka         | Verxina           | Pixie Princess   | 2'16"30 |
| 2011  | Snow Fairy       | 4   | Royaume-Uni | Intikhab        | Ryan Moore           | Ed Dunlop          | Anamoine Ltd           | Aventura          | Apane            | 2'11"60 |
| 2010  | Snow Fairy       | 3   | Royaume-Uni | Intikhab        | Ryan Moore           | Ed Dunlop          | Anamoine Ltd           | Meisho Beluga     | Apane            | 2'12"50 |
| 2009  | Queen Spumante   | 5   | Japon       | Jungle Pocket   | Hiroyasu Tanaka      | Shigeyuki Kojima   | Green Farm             | T M Precure       | Buena Vista      | 2'13"60 |
| 2008  | Little Amapola   | 3   | Japon       | Agnes Tachyon   | Christophe Lemaire   | Hiroyuki Nagahama  | Shadai Racehorse Co.   | Kawakami Princess | Bella Rheia      | 2'12"10 |
| 2007  | Daiwa Scarlet    | 3   | Japon       | Agnes Tachyon   | Katsumi Ando         | Kunihide Matsuda   | Keizo Oshiro           | Fusaichi Pandora  | Sweep Tosho      | 2'11"90 |
| 2006  | Fusaichi Pandora | 3   | Japon       | Sunday Silence  | Yuichi Fukunaga      | Toshiaki Shirai    | Fusao Sekiguchi        | Sweep Tosho       | Dia de la Novia  | 2'11"60 |
| 2005  | Sweep Tosho      | 4   | Japon       | End Sweep       | Kenichi Ikezoe       | Akio Tsurudome     | Tosho Sangyo           | Osumi Haruka      | Admire Groove    | 2'12"50 |
| 2004  | Admire Groove    | 4   | Japon       | Sunday Silence  | Yutaka Take          | Mitsuru Hashida    | Riichi Kondo           | Osumi Haruka      | Er Nova          | 2'13"60 |
| 2003  | Admire Groove    | 3   | Japon       | Sunday Silence  | Yutaka Take          | Mitsuru Hashida    | Riichi Kondo           | Still In Love     | Tigertail        | 2'11"80 |
| 2002  | Fine Motion      | 3   | Japon       | Danehill        | Yutaka Take          | Yuji Ito           | Tatsuo Fushikida       | Diamond Biko      | Lady Pastel      | 2'13"20 |
| 2001  | To the Victory   | 5   | Japon       | Sunday Silence  | Yutaka Take          | Yasuo Ikee         | Makoto Kaneko          | Rosebud           | Tico Tico Tac    | 2'11"20 |
| 2000  | Phalaenopsis     | 5   | Japon       | Brian's Time    | Mikio Matsunaga      | Mitsumasa Hamada   | North Hills Mgt Co Ltd | Fusaichi Airedale | Eidai Queen      | 2'12"80 |
| 1999  | Mejiro Dober     | 5   | Japon       | Mejiro Ryan     | Yutaka Yoshida       | Yokichi Okubo      | Mejiro Shoji           | Fusaichi Airedale | Egao O Misete    | 2'13"50 |
| 1998  | Mejiro Dober     | 5   | Japon       | Mejiro Ryan     | Masayoshi Ebina      | Yokichi Okubo      | Mejiro Shoji           | Run For The Dream | Air Groove       | 2'12"80 |
| 1997  | Erimo Chic       | 4   | Japon       | Dancing Brave   | Hitoshi Matoba       | Yoshio Oki         | Shinichi Yamamoto      | Dance Partner     | Eishin Sansan    | 2'12"50 |
| 1996  | Dance Partner    | 4   | Japon       | Sunday Silence  | Hirofumi Shii        | Toshiaki Shirai    | Katsumi Yoshida        | Fair Dance        | She's Grace      | 2'14"30 |
| 1995  | Sakura Candle    | 3   | Japon       | Sakura Yutaka O | Futoshi Kojima       | Kazunori Sakai     | Sakura Commerce        | Bright Sunday     | Fair Dance       | 2'27"30 |